# Stemmiulus ortonedae
Stemmiulus ortonedae är en mångfotingart som beskrevs av Filippo Silvestri 1916. Stemmiulus ortonedae ingår i släktet Stemmiulus och familjen Stemmiulidae. Inga underarter finns listade i Catalogue of Life.